# Fête nationale de la Catalogne

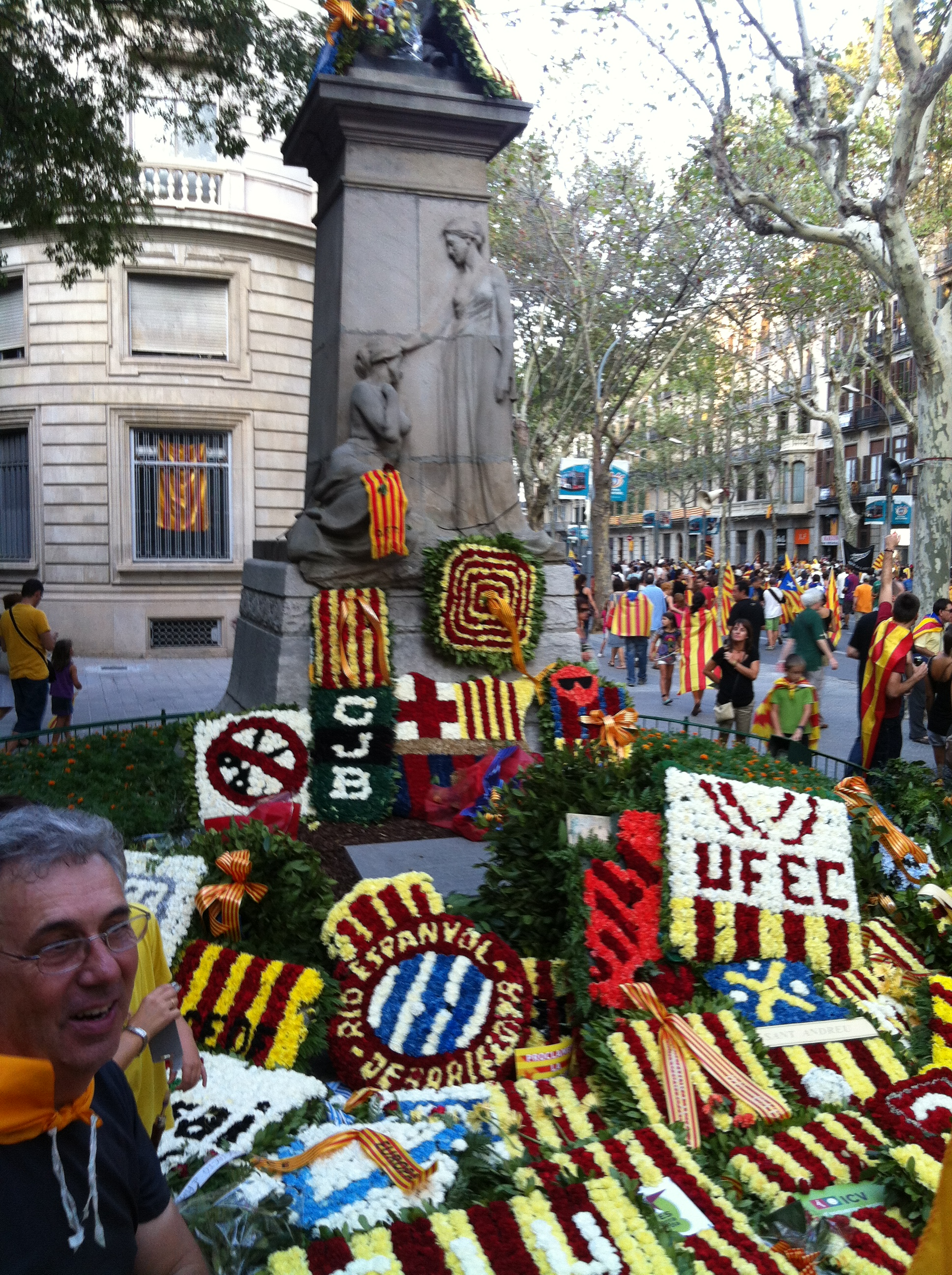
Monument de Rafael Casanova à Barcelone

La fête nationale de la Catalogne, connue en catalan comme la Diada Nacional de Catalunya, la Diada de l'Onze de Setembre (littéralement : « la fête du 11 septembre ») ou tout simplement La Diada, est la fête nationale de la Catalogne et un symbole national selon l'article 8.1 de son statut d'autonomie. Depuis 1886, chaque année, elle commémore la dernière défense de Barcelone le 11 septembre 1714. Elle a été célébrée clandestinement sous le gouvernement de Franco. C'est un jour férié.

## Présentation
Depuis que cette journée a été proclamée officiellement « fête nationale » de la Catalogne, en 1980, les autorités nationales, les organisations et les partis politiques offrent des fleurs aux monuments de Rafael Casanova et de Josep Moragues. Il y a aussi de nombreux groupes et organisations indépendantistes, comme les Maulets, qui offrent des fleurs au Fossar de les Moreres aux défenseurs des droits des Catalans pendant le siège de Barcelone. Dans la plupart des cas on écoute l'hymne national, Els Segadors, et El cant dels ocells de Pau Casals. Il est traditionnel de suspendre des drapeaux catalans (la senyera ou l'estelada avec l'étoile blanche sur fond bleu) aux balcons des appartements et maisons. Il y a également beaucoup de manifestations et concerts. À Barcelone, il est typique d'offrir et manger du pain de Sant Jordi, un pain à la soubressade et fromage formant quatre bandes rouges et jaunes, comme le drapeau catalan.
Depuis 2000, plus de 200 entités civiles célèbrent la Festa per la Llibertat (« fête pour la liberté »), organisée par Òmnium Cultural, qui revendique l'indépendance de la Catalogne. Elle inclut des actes civils, sociaux et culturels revendicatifs. La Diada prend de plus en plus d’importance en 2015 car la Catalogne va être soumise à un référendum pour son indépendance (ce qui a été le cas).

## Histoire
L'armée de Catalogne qui a combattu pour défendre la revendication de la dynastie des Habsbourg sur le trône d'Espagne a finalement été battue par le roi Bourbon Philippe V d'Espagne le 11 septembre 1714, après 14 mois de siège. Cela signifiait la perte des constitutions catalanes et du système institutionnel de la principauté de Catalogne sous l'égide des décrets de Nueva Planta et l'établissement de l'absolutisme.
La fête a été célébrée pour la première fois le 11 septembre 1886. En 1888, coïncidant avec l'inauguration de l'Exposition universelle de Barcelone, une statue en l'honneur de Rafael Casanova a été créée, qui deviendra le point de référence des événements de la Diada. La célébration a gagné en popularité au cours des années suivantes; La Diada de 1923 fut un grand événement de masse, avec plus de mille offrandes florales, des actes dans toute la Catalogne et une certaine participation institutionnelle. Mais les manifestations ont causé 17 blessés, cinq policiers et 12 manifestants, ainsi que plusieurs arrestations. La dictature de Primo de Rivera a interdit la célébration. Pendant la deuxième République espagnole (1931-1939), la Généralité de Catalogne (gouvernement autonome Catalan) a institutionnalisé la célébration.
Il fut interdit par le franquisme en 1939 et relégué dans la sphère familiale et privée, mais continua à être célébré clandestinement. Le monument de Rafael Casanova a été enlevé. Depuis 1940, le Front national de Catalogne a profité de cette journée pour mener des actions de propagande: distribution de tracts antifascistes, pendaison clandestine de senyeres, etc. Il a été célébré publiquement pour la première fois le 11 septembre 1976, suivi d'une grande manifestation demandant l'autonomie catalane à Barcelone le 11 septembre 1977, apres la reposition du monument de Casanova à sa place. En 1980, il a été proclamé fête nationale de la Catalogne par le parlement de Catalogne restauré.

## Galerie de photos

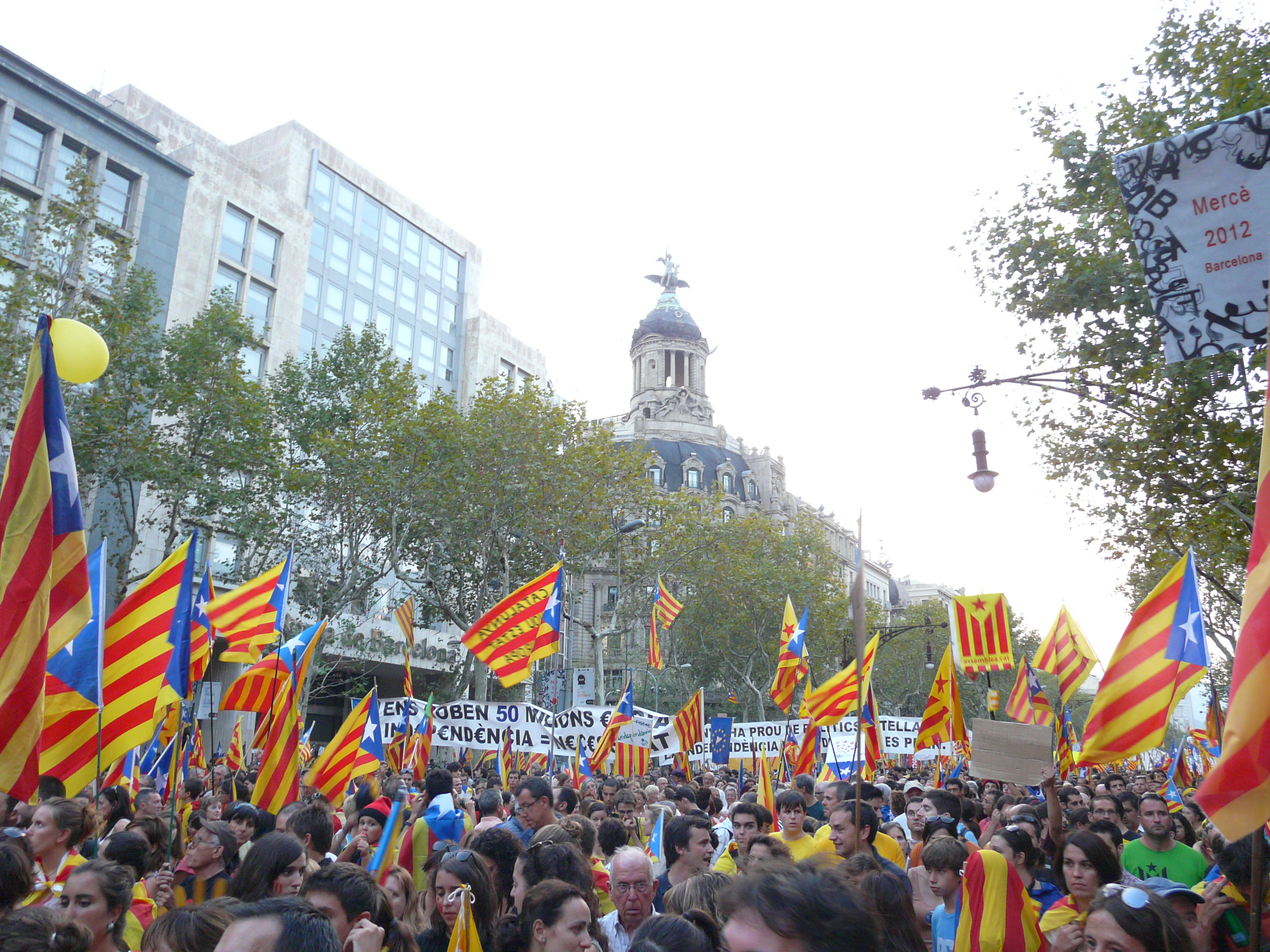
Manifestation populaire pour l'indépendance de la Catalogne à la fête nationale de 2012
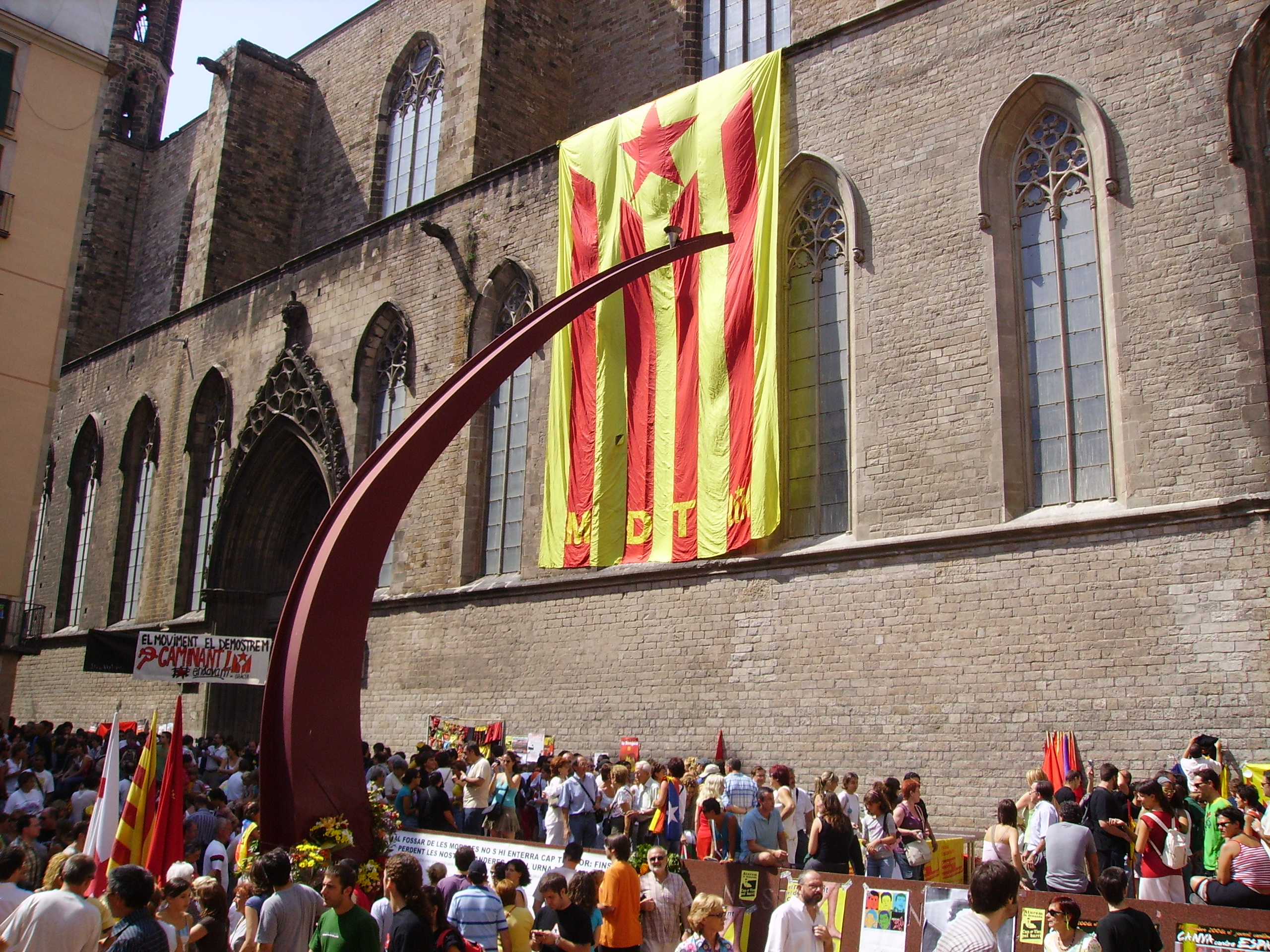
Le Fossar de les Moreres, à côté de l'église Sainte-Marie-de-la-Mer de Barcelone
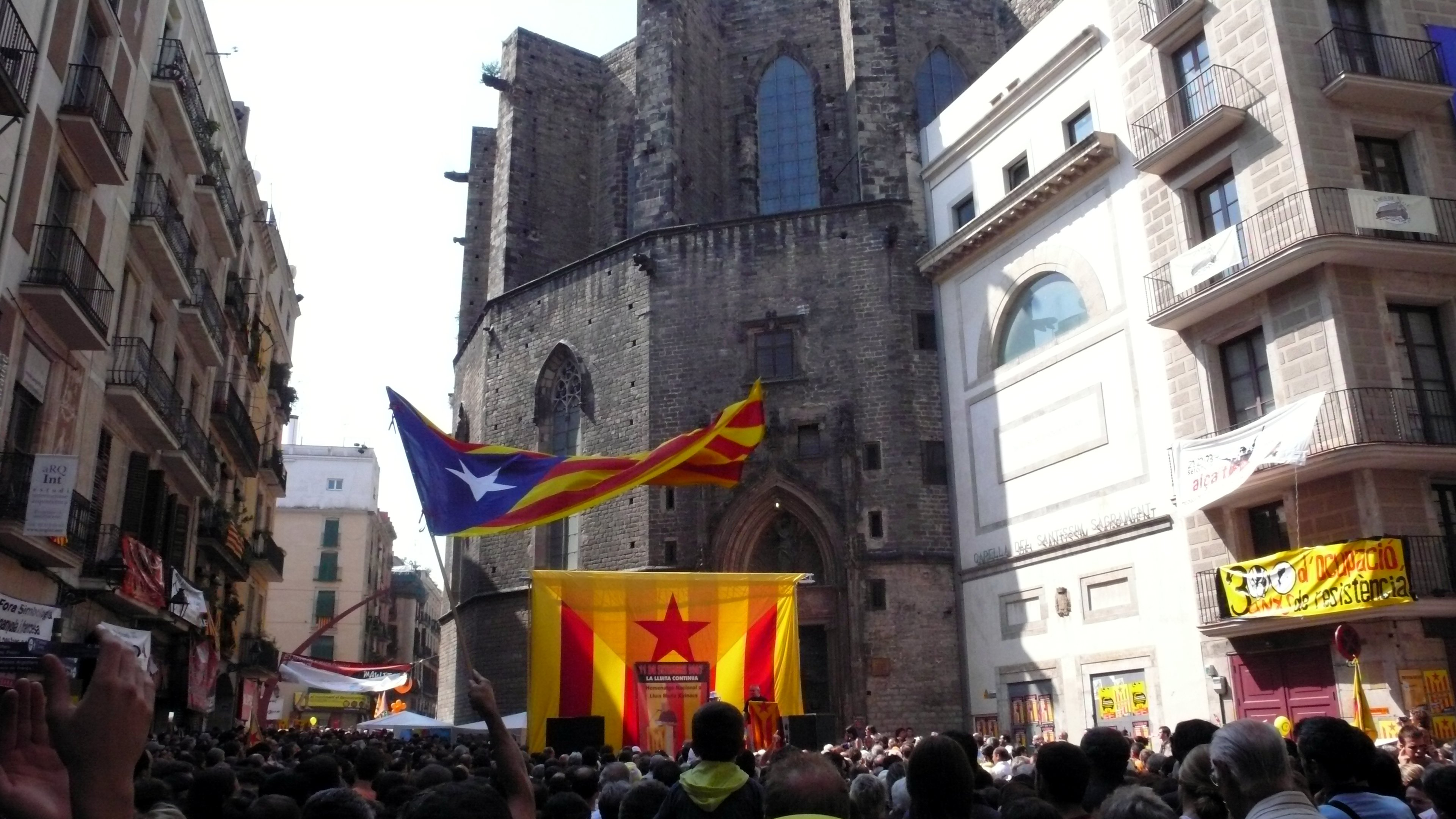
Une autre vue du Fossar de les Moreres
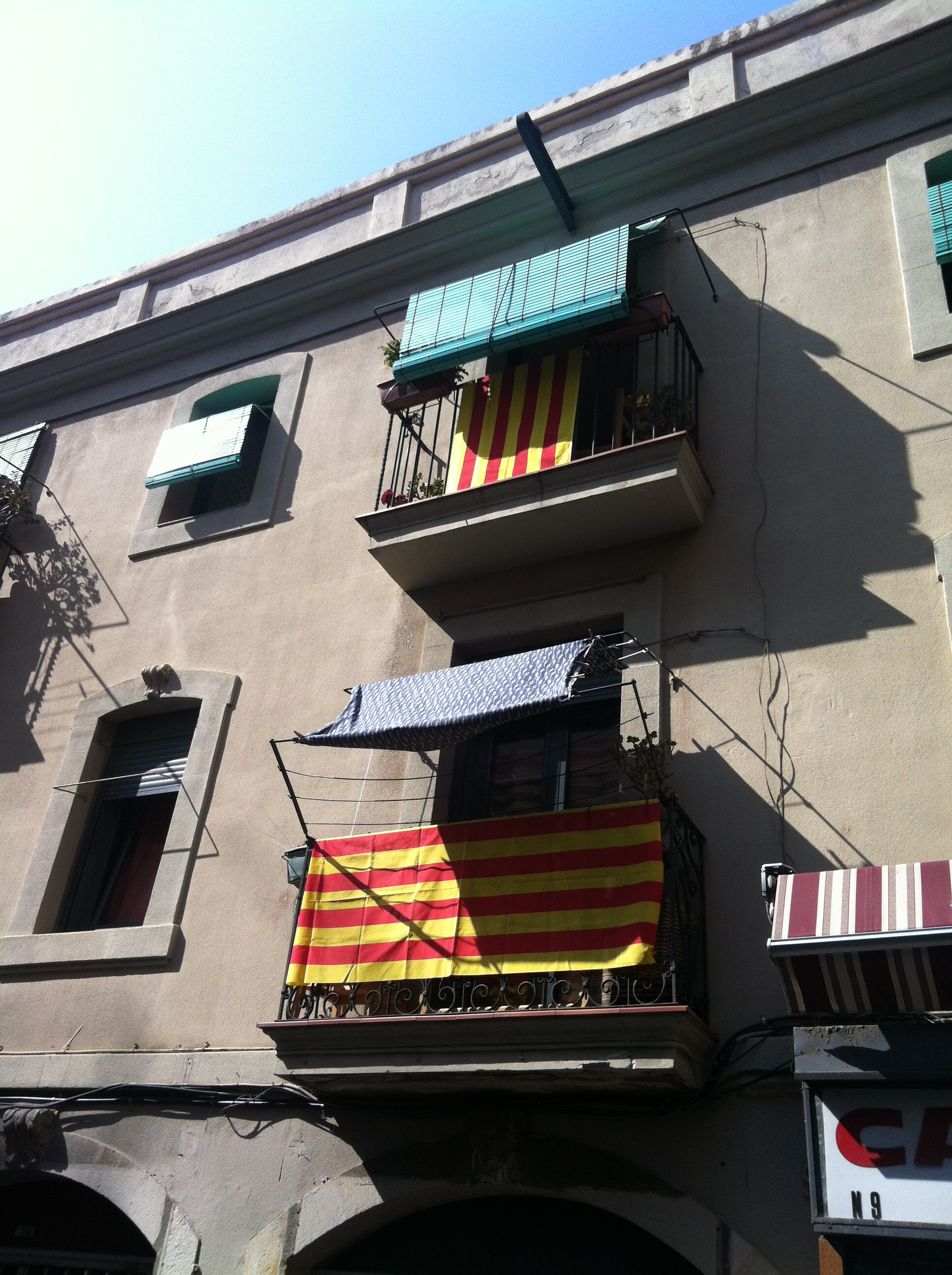
Les balcons catalans sont garnis avec la senyera pendant sa fête nationale